# Black Ox Orkestar
Black Ox Orkestar es un cuarteto de folk judío formado en Montreal, Canadá, en el año 2000. Su música es completamente acústica, y sus letras están cantadas en yidis.

## Historia
La banda se formó en el verano del 2000 con el propósito de explorar a través de la música la herencia judía que sus cuatro integrantes tienen en común. Escuchando grabaciones judías y no judías del Este de Europa y los Balcanes anteriores a la Segunda Guerra Mundial, quisieron capturar la crudeza e intensidad emocional que les transmitieron, añadiendo a la mezcla la influencia musical personal de sus años experimentando con el out-jazz, el punk rock o el weird folk, entre otros estilos.
Su segundo y último álbum, Nisht Azoy, aunque lanzado en 2006, fue grabado entre los veranos de 2004 y 2005. Su último concierto fue en 2005.
Thierry Amar y Jessica Moss también forman parte del grupo canadiense de rock experimental Silver Mt. Zion, en el que también participó Scott Levine Gilmore para el lanzamiento del álbum Horses in the Sky en 2005. 

## Integrantes
- Thierry Amar: contrabajo.
- Scott Levine Gilmore: voces, címbalo, guitarra, mandolín, saz, violín y percusión.
- Gabriel Levine: clarinete y guitarra.
- Jessica Moss: violín.

## Discografía
- 2004: Ver Tanzt?
- 2006: Nisht Azoy